# Toboso
Toboso är en kommun i Spanien. Den ligger i provinsen Toledo och regionen Kastilien-La Mancha, i den centrala delen av landet, 110 km sydost om huvudstaden Madrid. Antalet invånare är 2 140.